# روبرت بيل (سائق سيارة سباق)
روبرت بيل (بالإنجليزية: Robert Bell)‏ هو سائق سيارة سباق بريطاني، ولد في 30 أبريل 1979 في نيوكاسل أبون تاين في المملكة المتحدة.

## وصلات خارجية
- الموقع الرسمي
- روبرت بيل على موقع DriverDB.com (الإنجليزية)